# Renato Cozzolino
Renato Cozzolino Harb (Magé, 21 de fevereiro de 1991) é um administrador e político brasileiro. Foi deputado estadual pelo estado do Rio de Janeiro e atualmente é prefeito de Magé.

## Carreira política
Foi eleito para seu primeiro mandato como deputado estadual do Rio de Janeiro em 2014, com 26.697 votos pelo Partido da República, para a legislatura 2015–2019.
Logo após a sua posse foi eleito, por seus Pares, para compor, na qualidade de membro, a Mesa Diretora da Alerj, com mandato até o dia 31 de janeiro de 2017.[carece de fontes?]
Em abril de 2015, em polêmica votação, foi um dos parlamentares a votar a favor da nomeação de Domingos Brazão para o Tribunal de Contas do Estado do Rio de Janeiro, nomeação esta muito criticada na época. No dia 20 de fevereiro de 2017, foi um dos 41 deputados estaduais a votar a favor da privatização da CEDAE.
Em 17 de novembro de 2017, votou pela revogação da prisão dos deputados Jorge Picciani, Paulo Melo e Edson Albertassi, denunciados na Operação Cadeia Velha, acusados de integrar esquema criminoso que contava com a participação de agentes públicos dos poderes Executivo e do Legislativo, inclusive do Tribunal de Contas, e de grandes empresários da construção civil e do setor de transporte.
Foi reeleito em 2018, com 33.597 votos pelo Partido Republicano Progressista, para a legislatura 2019–2023.
Em dezembro de 2018, a Procuradoria Regional Eleitoral (PRE/RJ) denunciou Renato Cozzolino por abuso de poder político e econômico e por conduta vedada na campanha de 2018. Na ação, o Ministério Público Eleitoral argumenta que Cozzolino, o sobrinho de Núbia — a ex-prefeita de Magé acusada de fraudar documentos oficiais — tentou vincular sua imagem à manutenção de serviços como exames de vista, doação de óculos, atendimento odontológico e emissão de documentos. Porém, as obras sociais são de responsabilidade de órgãos estaduais.
O procurador regional eleitoral Sidney Madruga também acusa o deputado reeleito de se beneficiar de propaganda irregular, com ônibus e carros com adesivos do políticos circulando em seu reduto eleitoral.
Além da cassação e da inelegibilidade do deputado, a procuradoria quer que ele pague uma multa de até cem mil UFIR (cerca de R$ 330 mil).